# Rille

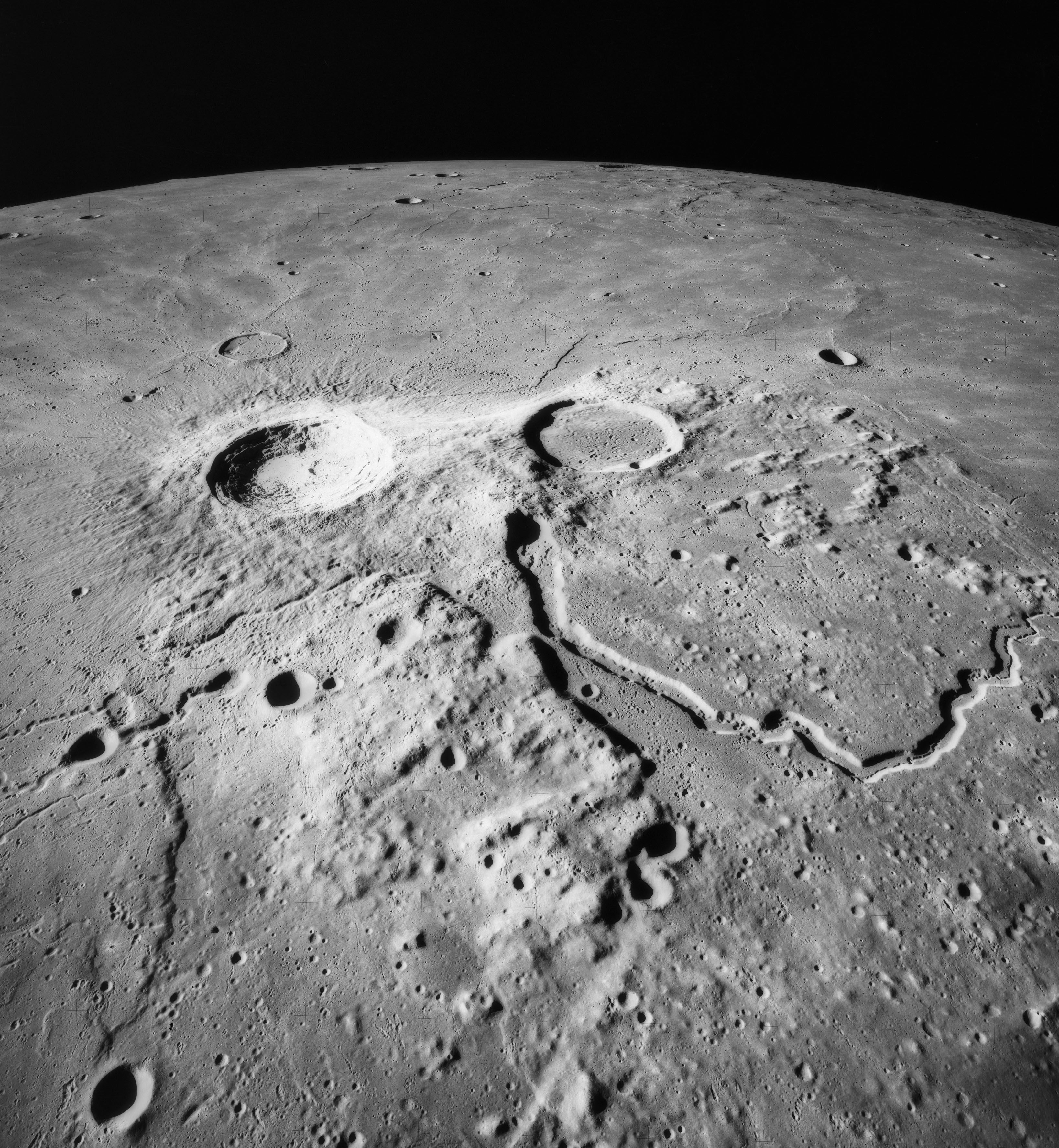
Een rille bij de Aristarchus krater

Een rille op de Maan is een kronkelend kanaal met een lengte van enkele tientallen, soms honderden kilometers. De breedte kan enkele kilometers bedragen. De meestal rillen bevinden zich op de maria, maar soms treft men ze ook op de bekraterde hooglanden van de Maan aan.
Om rillen te benoemen gebruikt men traditioneel de Latijnse term rima (of rimae). Zo bezocht de bemanning van Apollo 15 Rima Hadley.
Over het ontstaan van rillen is men het nog niet eens.
- Sommigen interpreteren ze als slenken, maar het is aangetoond dat niet alle rillen slenken kunnen zijn.
- Een ander hypothese vertrekt van een bestaande bodeminzinking die werd gebruikt door lavastromen. De eroderende werking van de lava vervormde de inzinkingen uiteindelijk tot de huidige rillen.
- Ten slotte verklaart men rillen als lavakanalen of lavatunnels die na de vulkanische fase zijn ingestort. Probleem hierbij is dat gelijkaardige structuren op Aarde 30 tot 50 maal kleiner zijn dan de rillen op de Maan. Om rillen als lavatunnels te verklaren, moet men dan ook uitgaan van andere omstandigheden (lagere zwaartekracht, hogere magmatemperatuur, grotere vloeibaarheid van de lava en groter debiet van de lava) dan op Aarde.